# Lingua creola
Una lingua creola è una lingua ben definita (con precise strutture di linguaggio) che ha avuto origine dalla combinazione di due o più lingue, senza che si sia verificata la prevalenza dominante di alcuna di esse sulle altre. 
Tutte le lingue creole si sono evolute da un pidgin, di solito da quelli divenuti la lingua madre di qualche comunità. In particolar modo vengono così definite quelle lingue miste, ad esempio, composte da lingue africane e inglese o francese.
Esempi di lingue creole sono il capoverdiano, giamaicano, il chabacano e il papiamento, le lingue parlate in Guinea Bissau e Mauritius e il belgranodeutsch, parlato nel quartiere di Belgrano a Buenos Aires.

## Storia del concetto

### Etimologia
Il termine creolo viene dallo spagnolo e portoghese criar (allevare, allattare, generare), che a sua volta viene dal latino creare e che ha originato parole come criança (portoghese: bambino). I derivati crioulo (portoghese) e criollo (spagnolo) forse in origine avevano il senso di "pollo allevato in casa"; ad ogni modo dal XVI secolo sono attestati, insieme al francese créole, con il significato di "figlio di europei nato nelle Americhe", distinto da indigeni ed europei immigrati, e successivamente anche "meticcio".

### L'antico pregiudizio sulle lingue creole
Per via dello status generalmente basso dei popoli creoli agli occhi delle potenze coloniali europee, le lingue creole sono state viste generalmente come versioni "degenerate", o al più come "dialetti" rudimentali di una delle lingue originarie.
Questo pregiudizio fu intensificato dall'instabilità insita nel sistema coloniale, che portò alla scomparsa di molte lingue creole a causa della dispersione o assimilazione delle loro comunità. Un altro fattore che potrebbe aver contribuito al disinteresse verso le lingue creole è che non si adattano al "modello ad albero" dell'evoluzione linguistica, adottato dai linguisti nel XIX secolo (forse influenzati dal Darwinismo) e ancora oggi alla base della linguistica comparativa. In questo modello le lingue possono evolversi, dividersi o estinguersi - ma mai fondersi.
Al di là dei pregiudizi, comunque, le lingue creole, e in particolar modo il fenomeno della creolizzazione, costituiscono fecondo ed interessantissimo materiale di studio per la linguistica (sia sincronica che diacronica).

### La comprensione e la rivalutazione
Dalla metà del XX secolo si è tuttavia diffusa tra i linguisti l'idea che le lingue creole non siano affatto inferiori alle altre, e che le descrizioni precedenti siano altrettanto inappropriate del considerare il francese come "latino degenerato" o un "dialetto spagnolo". I linguisti ora usano il termine "lingua creola" per qualsiasi lingua formata da lingue multiple con lo stesso meccanismo, senza restrizioni geografiche o implicazioni etniche.
In conseguenza di questi mutamenti sociali, politici ed accademici, negli ultimi decenni le lingue creole hanno sperimentato una rinascita. Esse sono sempre più usate nella letteratura e nei media, e molti dei loro locutori ne sono piuttosto affezionati ed orgogliosi. Sono ora studiate dai linguisti come lingue a sé stanti; molte sono state standardizzate, e vengono insegnate localmente ed all'estero.

## Sviluppo di una lingua creola
È opinione diffusa che tutte le lingue creole siano iniziate come pidgin, lingue rudimentali ed improvvisate usate tra locutori di lingue native non intercomprensibili; quest'opinione è stata peraltro contestata da alcuni linguisti, in particolare Robert Chaudenson. Keith Whinnom (in Hymes 1971) suggerisce che i pidgin richiedano tre lingue per formarsi, di cui una (il superstrato) chiaramente dominante sulle altre.
Il lessico di un pidgin è solitamente piccolo e deriva dai vocabolari dei locutori, in proporzioni variabili. I dettagli morfologici come l'inflessione verbale, che solitamente richiedono anni di apprendimento, sono omessi; la sintassi si mantiene semplicissima, di solito basata sul rigoroso ordinamento verbale. In questo stadio iniziale, tutti gli aspetti del discorso — sintassi, lessico e pronuncia — tendono a essere piuttosto variabili, specialmente rispetto alla storia personale del locutore.
Tuttavia, se un pidgin viene appreso dai bambini di una comunità come lingua nativa, di solito si fissa e sviluppa una grammatica più complicata. La sintassi e la morfologia di tali lingue presentano spesso innovazioni locali che non sembrano derivare da nessuna delle lingue originarie.
I pidgin possono diventare lingue complete in una sola generazione, come nel caso del Tok Pisin, che nacque come pidgin e divenne una lingua stabile in un periodo di 90 anni. Una volta formate, le lingue creole possono restare come una sorta di secondo standard locale, come il Crioulo di Capo Verde. Alcune lingue creole, come il Papiamento ed il Tok Pisin, hanno ottenuto un riconoscimento come lingue ufficiali. D'altra parte, altre si sono gradualmente "decreolizzate" conformandosi ad una lingua originaria, di cui sono divenute essenzialmente dialetti. Ciò è accaduto parzialmente nelle Hawai'i, ed è alle volte una teoria proposta per lo sviluppo dell'inglese vernacolare afroamericano, che lo vorrebbe appunto ricondurre, come s'è detto, ad una decreolizzazione d'un ipotetico "inglese schiavile" (Slave English) parlato dagli schiavi di colore negli Stati Uniti.

### Ipotesi sui meccanismi di creolizzazione
I meccanismi con cui avviene la creolizzazione dei pidgin sono oggetto di dibattito scientifico: secondo l'ipotesi del bioprogramma del linguaggio (Derek Bickerton), la creolizzazione del pidgin operata dal bambino avviene sulla base di un programma innato (a sostegno delle teorie chomskiane), mentre l’ipotesi del substrato vede l'evolvere del pidgin a creolo come frutto dei substrati, cioè delle lingue originarie del pidgin, che contribuirebbero allo sviluppo delle principali strutture sintattiche, morfologiche e fonologiche della lingua creola indipendentemente da qualsiasi influenza di tipo innatistico.

## Il caso Capo Verde
Gli schiavi che venivano importati dall'Africa parlavano lingue diverse.
Il portoghese finiva quindi per essere l'unico mezzo di comunicazione non solo tra bianchi e neri ma tra gli schiavi medesimi.
Ciò nonostante la lingua creola finì per prevalere nei ceti più bassi, al punto da caratterizzare la cultura autoctona che aveva preso a svilupparsi dall'epoca della colonizzazione, tanto che le canzoni popolari sono cantate in creolo.
Se il portoghese costituisce la lingua ufficiale dell'attuale repubblica, ed è usata nelle relazioni commerciali, la lingua creola è venuta ad essere la lingua madre della popolazione di Capo Verde.
L'emigrazione ha permesso il diffondersi della conoscenza di altre lingue, quali il francese, soprattutto, in considerazione della vicinanza con il Senegal e la Guinea, coi quali Capo Verde intrattiene stretti rapporti commerciali.
In alcune isole è conosciuto l'inglese, o meglio l'inglese americano, da parte di coloro che sono emigrati negli Stati Uniti d'America e hanno poi fatto ritorno.

## Elenco delle lingue creole moderne
- Lingue creole basate sull'arabo
  - nubi, Uganda
  - juba, in Sud Sudan
  - bongor, usato in Ciad
- Lingue creole basate sull'assamese
  - Creolo Naga
  - Arunamese
- Lingue creole basate sul cinese
  - Tangwang
  - Hokaglish
- Lingue creole basate sul francese
  - in Africa
    - creolo delle Seychelles (Kreol)
    - creolo mauriziano
    - creolo della Riunione
    - Agalega creole

  - in America
    - creolo haitiano (kreyòl ayisyen)
    - creolo delle Antille
    - Lingua francese cajun (kreyol lwiziyen)
    - Lingua creola della Guyana francese
    - Karipúna

  - Creolo Chagossiano
  - Tayo
- Lingue creole basate sul giapponese
  - Creolo Yilan
  - Kanbun Kundoku
- Lingue creole basate sull'inglese
  - Anguillan Creole
  - Antiguan Creole
  - Creole Bahamense
  - bajan, isola di Barbados
  - bislama (Vanuatu)
  - pidgin anglo-camerunese
  - Deep patwa
  - Creolo di San Andres, Colombia
  - Pichinglis
  - Ghanaian Pidgin
  - Grenadian Creole English
  - gullah, isole di fronte alle coste di Carolina del Sud, Georgia e Florida settentrionale
  - Creolo della Guyana
  - creolo delle Hawaii
  - creolo giamaicano
  - Creolo delle Isole Vergini
  - krio, Sierra Leone
  - Lingua kwinti
  - creolo del Belize
  - creolo australiano, usato dagli aborigeni
  - miskito, aree costiere di Nicaragua e Honduras
  - creolo di Montserrat
  - Lingua ndyuka
  - Lingua ngatikese
  - pidgin-english della Nigeria
  - pitcairnese e norfuk, isole Pitcairn e Norfolk
  - creolo di Saint Kitts
  - Creolo di Saint-Vincent
  - saramaccano
  - singlish, Singapore e parti della Malaysia
  - pijin, isole Salomone
  - sranan tongo, in Suriname
  - tok pisin, Papua Nuova Guinea
  - creolo di Tobago
  - creolo dello Stretto di Torres, Isole dello Stretto di Torres (Australia)
  - creolo di Trinidad
  - Turks and Caicos Creole English
- Lingua creola basata sull'hindi
  - Andaman Creole Hindi
- Lingua creola basata sul kikongo
  - Kituba
- Lingue creole basate sul malese
  - lingua baba malay
  - lingua betawi
  - Malaccan Creole Malay
  - lingua malay creola dello Sri Lanka
  - Balinese Malay
  - Bacanese Malay
  - Manado Malay
  - Gorap
  - North Moluccan Malay
  - Kupang Malay
  - malese di Ambon
  - Bandanese Malay
  - lingua malese papuana
- Lingua creola basata sullo ngbandi
  - Sango
- Lingue creole basate sull'olandese
  - America del nord
    - olandese mohawk, Stati Uniti, estinto

  - America del Sud
    - berbice, parlato un tempo in Guyana, estinto
    - skepi, Guyana, quasi estinto
    - negerhollands, Isole Vergini, estinto dal 1987
    - papiamento, isole ABC
    - saramaccan, Suriname, forse basato sul inglese

  - Asia
    - petjo, in Indonesia, quasi estinto
    - javindo, in Indonesia, estinto
    - Olandese del Ceylon, in Sri Lanka, estinto o criticamente minacciato
    - mardijker, Giacarta (estinto nel XIX secolo)
- Lingue creole basate sul veneto
  - Sud America
    - talian, in Brasile, lingua parlata principalmente nella regione di Vitória (sebbene molte fonti non la accreditino come lingua creola, giacché morfosintassi e lessico sono rimasti sostanzialmente veneti)
- Lingue creole basate sul portoghese
  - Africa
    - kriol, Guinea Bissau e aree confinanti
    - creolo capoverdiano, Capo Verde
    - angolar, isola di São Tomé
    - annobonese, isola di Annobon
    - forro, São Tomé
    - principense, isola di Principe
    - tonga (São Tomé e Príncipe)

  - America
    - papiamento, isole ABC

  - Asia
    - indo-portoghese
      - Bombay Portuguese creole
      - Creolo Cochin
      - creolo di Cannanore
      - lingua creole di Bengal:estinta
      - indo-portoghese di Daman
      - indo-portoghese di Diu
      - lingua korla
      - indo-portoghese dello Sri Lanka

    - kristang, Malacca e Singapore
    - papiá Tugu (Tugu, Indonesia, estinto dal 1978)
    - portugis (isole di Ambon e Ternate, Indonesia, estinto intorno al 1950)
    - portoghese bidau (estinto negli anni sessanta), Timor Est
    - diverse lingue creole in Thailandia e Bayingy in Birmania (tutte estinte)
    - macanese, Macao, Cina
    - lingue creole della Birmania e del Bangladesh: tutte estinte
- Lingua creola basata sul singalese
  - Vedda
- Lingue creole basate sullo spagnolo
  - chavacana, Filippine
  - Palenquero, Colombia
  - bozal
- Lingue creole basate sul tedesco
  - unserdeutsch, Papua Nuova Guinea, quasi estinta
  - belgranodeutsch, Belgrano, Argentina